# Каждый вечер после работы
«Каждый вечер после работы» — советский фильм 1973 года режиссёра Константина Ершова по мотивам повести Марии Глушко «Елена Николаевна».

## Сюжет
В школу рабочей молодёжи приходит новая учительница русского языка и литературы — молоденькая выпускница пединститута Елена Николаевна.
Взрослые ученики, рабочие — непростая аудитория. Они очень устают за день на работе, а учёба для них занятие, как минимум, второстепенное.
Школа считается образцовой в городе. Но, как видит учительница, достичь этого директору школы удалось ценой уступок и поблажек ученикам.
Елена Николаевна, понимает трудности учеников, но считает, что поблажек делать нельзя и знания должны быть настоящими, а их оценки заслуженными. Молодая учительница пытается заинтересовать их, пробудить желание учиться, с вниманием относится к каждому ученику.
Конфликт назревает, когда Елена Николаевна отказывается поставить спасительную тройку ученику Белову, но она в то же время протестует против предложения директора дать ему «отсеяться», требуя возвращения этого талантливого рабочего в школу, что, при поддержке других учителей, ей удаётся.

## В ролях
- Зинаида Славина — Елена Николаевна Боричко, преподаватель русского языка и литературы
- Александр Граве — Василий Петрович Гайворон, учитель математики
- Ирина Бунина — Лидия Ивановна Рокотова, директор школы
- Николай Гринько — Александр Александрович, завуч
- Ирина Губанова — Эллочка, Элла Романовна, учительница французского языка
- Анатолий Адоскин — учитель астрономии
- Валерий Бессараб — Ткачук, ученик вечерней школы
- Светлана Кондратова — Вера Кришная, ученица вечерней школы
- Олег Комаров — Калашников, ученик вечерней школы, продавец книг
- Валентина Ивашёва — Анна Фёдоровна, учительница
- Оксана Милешкина-Смилкова — Полковова, ученица вечерней школы, парикмахер
- Николай Сектименко — Белов, ученик вечерней школы, строитель метро
- Борис Сабуров — Иван Никанорович, учитель
- Борис Вознюк — лётчик, муж Веры Кришной
- Зоя Недбай — Комарикова, учительница
- Виктор Полищук — учитель
- Анатолий Помилуйко — Вахеня, ученик вечерней школы, работник хлебокомбината
- Иван Симоненко — Синица, ученик вечерней школы, работник тира
- Галина Логинова — ученица вечерней школы
- Людмила Татьянчук — учительница
- Лидия Чащина — учительница

## Награды
- 1973 — Кинофестиваль «Молодые — молодым» во Львове: Приз Госкино УССР и диплом Николаю Кульчицкому за операторскую работу[1]